# Brnica (Žalec, Slovenija)
Brnica je naselje u slovenskoj Općini Žalecu. Brnica se nalazi u pokrajini Štajerskoj i statističkoj regiji Savinjskoj. 

## Stanovništvo
Prema popisu stanovništva iz 2002. godine naselje je imalo 48 stanovnika.